# Szklarkowate (ślimaki)
Szklarkowate, szklarki – tradycyjnie wyróżniana rodzina ślimaków trzonkoocznych (Stylommatophora) o zróżnicowanej morfologii i ekologii. W literaturze polskiej pod nazwą szklarki opisywano szeroko rozumianą rodzinę Zonitidae, obejmującą ślimaki o prawdopodobnie holarktycznym zasięgu występowania, mające muszlę zupełnie płaską lub lekko wypukłą, zwykle cienkościenną, prześwitującą, o gładkiej i błyszczącej powierzchni. 
Klasyfikacja biologiczna oraz nazewnictwo zwyczajowe tej grupy ślimaków jest kontrowersyjne. Rodzina Zonitidae s. l. (szklarki) zaliczana była do nadrodziny Vitrinoidea obejmującej rodziny spokrewnione z przeźrotkowatymi (Vitrinidae). Rodzajem typowym rodziny Zonitidae jest, niewystępujący w Polsce, Zonites. Nazwa zwyczajowa szklarkowate stosowana jest dla Corduliidae – rodziny ważek, a zwyczajowa nazwa rodzajowa szklarka – dla jej rodzaju typowego Cordulia. Pomimo tego wielu autorów stosuje nazwę szklarkowate dla rodziny Zonitidae, a tradycyjnie zaliczane do niej gatunki określane są nazwą rodzajową szklarka.
Współczesne badania plasują ślimaki z tej grupy (Zonitidae s. l.) nie tylko w różnych rodzinach, ale nawet w różnych nadrodzinach (Zonitoidea i Gastrodontoidea). Na podstawie analiz kladystycznych Hausdorf (1998) zaliczył do Zonitidae jedynie rodzaje Zonites i Aegopis, a pozostałe do rodzin Oxychilidae i Pristilomatidae. Klasyfikacja taka nie została powszechnie zaakceptowana i wymaga dalszych analiz.
Nazwa szklarkowate dla Zonitidae zachowana została w rozporządzeniu Ministra Środowiska z dnia 12 października 2011 r. w sprawie ochrony gatunkowej zwierząt, natomiast w wykazie gatunków fauny Polski wydanym w 2008 roku przez Muzeum i Instytut Zoologii PAN nie jest stosowana, a tradycyjnie rozumiane szklarki wymienione zostały w obrębie rodzin Gastrodontidae (brzuchozębne) i Oxychilidae, dla której nie określono polskiej nazwy zwyczajowej.